# Nisil
Nisil är en icke-magnetisk nickellegering vars främsta användningsområde är termoelement och kompensationsledare för mätutrustning. Legeringen består i viktprocent räknat av nickel legerat med 4,3 % kisel och (beroende på källa) upp till 0,1 % magnesium.
Densitet: 8 585 kg/m3
Smältpunkt: 1420 °C
Elektrisk resistans (20°C): 0.365Ω mm2/m
kofficienter
Värmeutvidgning (+20 - +100 °C): 17 x 10-6/K
Värmeledning (+100 °C): 27 Wm-1 K-1
Temperaturresistans (+20°C - +100°C) 680 x 10-6/K